# Парнас
Парнас (на гръцки: Παρνασσός, Парнасо́с) е планина изградена от варовикови скали в ном Фокида, Централна Гърция, която се извисява над Делфи, северно от Коринтския залив и предлага панорамен изглед към околните маслинови горички и околността. Според Гръцката митология, тази планина била свещената планина на Аполон и нимфите наяди Кориция, Клеодора и Мелайна, а също и дом на музите. В подножието на Парнас е разположен прочутия Делфийски оракул.
Парнас е планинска верига започваща от планината Ета в югоизточна посока, минавайки за граница на Локрида и Беотия с Фокида, достигайки до Коринтския залив на Кирфис (сега – Сумалиес). Най-високият връх на планината Лиакура се издига на 2459 m и е двувръх. Парнас е покрит с гори, а в най-високата си част с изключение на лятото – и от сняг. Край Делфийския храм има много каньони и скални масиви, там се намира и известният Касталски извор, посветен на Аполон и музите. Затова Парнас още от древността се счита за седалище на музите.
По името на Парнас, известния естествоизпитател Карл Линей дал името на цветето Parnassia.

## Митология
Планината Парнас е кръстена на Парнас, син на нимфата Клеодора и човекът Клеопомпус. Една от четирите свещени планини в древногръцката митология, редом с Олимп, Хеликон и Китерон, Парнас е смятана за център на Земята (на гръцки: ὀμφᾰλός γῆς) от древните гърци, точно както и Делфи се е считал за средище на панелинския свят в религиозно отношение.